# بيتر بروكس
بيتر بروكس (بالإنجليزية: Peter Brooks)‏ هو ناقد أدبي أمريكي، ولد في 19 أبريل 1938 في نيويورك في الولايات المتحدة.

## وصلات خارجية
- بيتر بروكس على موقع أرشيف الشارخ.